# Стальной цент США 1943 года
Стальной цент 1943 года — монета США номиналом в 1 цент. Чеканилась из стали. Имеет особую историю.

## История
В 1941 году, в связи с военными трудностями, США испытывали недостаток в меди и олове. Под руководством монетного двора начали проводиться эксперименты по созданию монет из различных металлических и неметаллических компонентов, включая органическое стекло и пластик. Были рассмотрены варианты смены дизайна. Во время проведения экспериментов производство бронзовых центов значительно сократилось в июле 1942 года и прекратилось в декабре того же года. 19 декабря 1942 года Конгресс разрешил монетному двору изменить состав цента. Через 5 дней министр финансов Генри Моргентау заявил, что новые монеты будут состоять из стальной сердцевины, покрытой цинком. Цинк и железо создают гальваническую пару; оба металла подвержены коррозии. В монетный двор стали поступать многочисленные жалобы о быстрой порче монет. Также новые центы по цвету и размеру были похожи на дайм (10 ¢), что приводило к частым ошибкам. Моргентау даже предложил технологически делать монеты более тёмными.
Стальной цент является единственной монетой США без примеси меди. Даже в отчеканенных золотых монетах присутствуют небольшие количества меди.
В декабре 1943 года министерство финансов заявило о прекращении выпуска стальных центов. Монеты стали чеканить из меди (95 %) и цинка (5 %) (центы до 1943 года содержали небольшую примесь олова). Часть металла планировали получать за счёт переплавки гильз. После войны министерство финансов стало изымать из обращения стальные центы. Выведение их из оборота проводилось тайно, без оповещения общества, так как в противном случае монеты бы сохранялись людьми с целью последующей перепродажи.

## Медный цент 1943 года
По ошибке на монетном дворе Филадельфии была отчеканена и выпущена в обиход небольшая серия медных центов 1943 года. Достоверно известно о 12 таких экземплярах. Данные монеты представляют собой особую нумизматическую редкость. Первый из экземпляров был продан в 1958 году на аукционе за 40 тыс. долларов, в 2004 году цена достигла 200 тыс. долларов.
В связи с высокой стоимостью данных монет на рынке имеется большое количество подделок. Они производятся либо путём напыления меди на стальные центы 1943 года либо изменения цифры на аналогичных монетах 1945, 1948 и 1949 годов.
Признаки подлинности монеты:
- Медные центы не притягиваются магнитом. Покрытые медью стальные притягиваются;
- Медные центы имеют массу 3,11 г, стальные — 2,7 г;
- Цифра даты чеканки 3 имеет особую форму (вытянутая нижняя линия). Она идентична цифре на стальных центах. В переделанных монетах 1945, 1948 и 1949 годов достичь данной формы не представляется возможным;
- Монета имеет особо заострённые формы, так как была отчеканена на тех же прессах, что и стальные центы.

Кроме 12 экземпляров медных центов, отчеканенных в Филадельфии, существует уникальный экземпляр Денверского монетного двора (под датой располагается небольшая буква D). Данная монета является одной из самых дорогих в мире, на аукционе в сентябре 2010 года она была продана за 1,7 млн долларов.
Также существует уникальный экземпляр медного цента монетного двора Сан-Франциско (под датой располагается небольшая буква S). Владельцу монеты пришлось потратить 72,5 тысячи долларов на проведение исследований, которые подтвердили аутентичность монеты.

## Тираж
На монетном дворе Филадельфии было отчеканено 684 628 670 экземпляров стальных центов, Денвера — 217 660 000, Сан-Франциско — 191 550 000.